# Radek Dejmek
Radek Dejmek (* 2. února 1988, Vrchlabí) je český fotbalový obránce momentálně působící v klubu Pafos FC.
Svou hráčskou kariéru zahájil v týmech přípravky a mladších žáků FC Vrchlabí, odkud se přesunul do mládežnických týmů FK Jablonec. Profesionální kariéru začal v dorosteneckých kategoriích Slavie Praha a v témže týmu odehrál i sezónu za kategorii juniorů. Před odchodem do Belgie pravidelně nastupoval za Slovan Liberec, ve kterém úspěšně odstartoval vlastní ligovou kariéru.

## Klubová kariéra

### FC Vrchlabí 1994 - 1999
Na "zelený pažit" v FC Vrchlabí ho rodiče přivedli, když mu bylo šest let. Nikdo v té době ještě nepředpokládal, že by se jeho fotbalová kariéra mohla ubírat směrem k ligovým trávníkům. Jeho talent, díky kterému začal své vrstevníky brzy převyšovat, neunikl mládežnickým trenérům prvoligového týmu FK Baumit Jablonec. První stěhování do daleko známější fotbalové destinace na sebe nenechalo dlouho čekat.

### FK Baumit Jablonec 2000 - 2002
V žákovských, a později dorosteneckých týmech ligového klubu FK Baumit Jablonec, se pravidelně stával jedním ze základních pilířů sestavy. V té době se již běžně účastnil krajských výběrových fotbalových srazů, díky nimž se dostal do povědomí mnoha fotbalových skautů a odborníků. Hráčské období v severočeském klubu trvalo pouhé dva roky, jelikož o služby urostlého středního obránce projevil zájem jeden z nejslavnějších českých prvoligových klubů SK Slavia Praha.

### SK Slavia Praha 2003 - 2006
Během působení v týmu SK Slavia Praha postupně nastoupil za valnou většinu mládežnických reprezentací ČR. I přes skutečnost, že se mu v juniorském týmu SK Slavia Praha nadmíru dařilo, do prvního týmu se nikdy natrvalo neprobojoval, a proto uvítal možnost přestupu do Slovanu Liberec.

### FC Slovan Liberec 2007 - 2010
4. června 2007 přestoupil ze Slavie Praha do prvního týmu Slovanu Liberec. Přes nelehký začátek, kdy musel o svojí pozici v mužstvu tvrdě bojovat, se dostal na 56 ligových utkání. Ve své poslední sezóně, ve které tým vedl zkušený trenér Petr Rada, byl pevnou součástí jedné z nejlepších obran daného ročníku 1. fotbalové Gambrinus ligy.
Jeho pevná pozice se změnila až s příchodem nového trenéra, který mu od samého začátku na hřišti nevěnoval prostor, odpovídající jeho výkonům z předchozí sezóny. Jak se říká, vše zlé je pro něco dobré, a tak se vydal na své první vysněné zahraniční angažmá.

### Oud-Heverlee Leuven 2011 - 2012
V září 2011 odchází ze Slovanu Liberec na roční hostování s přestupovou opcí do klubu Oud-Heverlee Leuven, který je nováčkem nejvyšší fotbalové soutěže v Belgii. Odchovanec vrchlabského fotbalu má tak poprvé možnost poznat fotbalové prostředí mimo hranice České republiky. Nyní je pouze na něm a jeho kvalitních fotbalových výkonech, zda jeho hostování OH Leuven změní v trvalý přestup.

### 1. FK Příbram 2012 - 2013
Klub Oud-Heverlee Leuven na Dejmka nakonec opci nevyužil a mladý obránce se vrátil do Liberce. Zde se však moc dlouho neohřál a odešel na roční hostování do 1. FK Příbram. Za tým nastoupil k 16 zápasům, ve kterých se jednou gólově prosadil.

### Korona Kielce 2013 -
Před sezonou 2013/14 Příbram opustil a zamířil na přestup do polského klubu Korona Kielce, kde se domluvil na dvouletém kontraktu.

## Reprezentační kariéra
Dejmek nastupoval za české reprezentační výběry U16, U17, U18 a U21.
7. září 2010 debutoval za Česko U21 v kvalifikačním zápase proti Islandu (výhra 3:1). Společně s ostatními talentovanými hráči České republiky se pod taktovkou Jakuba Dovalila díky zvládnuté baráži proti Řecku probojovali na Mistrovství Evropy hráčů do 21 let 2011 v Dánsku. V samotné baráži ani na Mistrovství Evropy již Radek nenastoupil, zápas proti Islandu byl jeho jediným odehraným v dresu české jedenadvacítky.